# 王青士

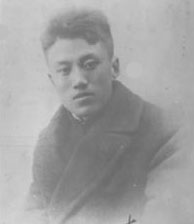
王青士近照

王青士（1907年—1931年2月7日），化名汪秋实，中國共產黨党员，曾經擔任中國共產黨山东省委组织部长，龙华二十四烈士之一。

## 簡歷
祖籍安徽霍邱，1907生于沈阳。1921年随母返回霍邱。1922年携弟弟王冶秋赴北京求学，先在北京美术研究会旁听，1923年入北京俄文法政专门学校读书。1924年加入改组后的国民党北京党组织。1926年参加三一八抗议活动。因受到当局注意，返回霍邱开设书店谋生。同年底在霍邱经弟弟王冶秋介绍，加入中国共产党，参加了1928年7月的七二七霍邱暴动，遭当局通缉潜逃。先逃上海，后逃北京。在北京经同乡介绍，加入鲁迅开办的“未名社”，任店员和美术设计。之后曾历任共青团北平市委书记、中共北平市委书记、中共太原特委书记、中共山西特委委员兼组织部长、中共山东临时省委组织部长兼青岛市委书记。
1931年1月，代表山东党组织赴上海参加中共六届四中全会。1月17日被上海租界巡捕逮捕，后被引渡到上海龙华国民党淞沪警备司令部。2月7日夜，在龙华看守所与罗石冰等人被枪决。时年24岁。 
1927年年夏，在霍邱与裴荫青结婚。
弟弟王冶秋，原中国国家文物局局长。